# 李宇衍
李 宇衍（イ・ウヨン）は大韓民国の経済史学者。落星台経済研究所研究委員。李栄薫編著『反日種族主義』の共同著者。1966年に全羅南道光州で生まれる。

## 略歴
ソウルの成均館大学で李氏朝鮮後期以来の山林とその所有権の変遷に関する研究で博士学位を受けた。米ハーバード大学訪問研究員、九州大学客員教授を歴任した。

## 活動
李宇衍は、韓国最高裁が2018年10月に徴用工訴訟問題で日本企業に賠償を命じた確定判決と、文在寅政権がこれを尊重して日本に履行を求めたことを問題視し、日韓の請求権問題の完全かつ最終的な解決で合意した1965年の日韓請求権協定を「守らなければばならない」と主張した。李はまた、日本政府が朝鮮半島で労務動員を始めた1939年以降、日本各地の炭鉱で支払われた賃金を調査し、食費や家族への送金なども史料をもとに精査して「日本人、朝鮮人の間に待遇や賃金差別はなかった」との結論を下した。李によれば、当時の日本企業は軍需物資の増産で利益を得ようと大量の資金を石炭分野に投じたため、朝鮮人炭坑夫の月収は他業種に比べても高く、「朝鮮で仕事をする男性教員の4.6倍、ソウルの男子会社員の3.5倍、日本の巡査の3.7倍にもなった」という。朝鮮人の労働熟練度の高まりによって場所によっては朝鮮人炭鉱夫の賃金の方が日本人のそれよりも高いことがあり、日本人炭鉱夫が不満をいだくことさえあったという。
また、李宇衍は、日本統治下の韓国では「強制労働がなかった」と主張しており、韓国国内で徴用工像や慰安婦像の撤去運動も展開している。韓国内で主張される植民地時代末期の「強制労働」「奴隷労働」については、歴史的事実とは全く異なっており、労働者には自由があり、朝鮮人の災害率が相対的に高いことは、人為的な民族差別ではなく、炭鉱の労働需要と朝鮮の労働供給の双方によって創り出された不可避な結果だったことを論証した。さらに、「強制徴用」は虚構であると断じ、韓国における「反日種族主義」を批判している。
2019年7月2日には、李宇衍は日本のテキサス親父日本事務局の藤木俊一により、これまでの徴用工に関する研究の結果を国連で発表して欲しいと依頼され、第41会期国連人権理事会 にて「朝鮮人の徴用工は差別などされていなかった」「経験が浅い朝鮮人は他の日本人同様に給料は低いが、熟練の炭鉱夫であれば日本人よりも高い給与をもらっていた」など、これまでの研究の結果を発言した。李宇衍は、人権理事会に対して、１．韓国政府は歴史に関する問題を出処がわからない歪曲された証拠に基づくのではなく一次資料を基にして調査すべきである。２．韓国政府は日韓関係が破綻する前に問題解決に資するように日本に協力すべきである。と強調した。また、同理事会の期間中の国連内でのサイドイベントにおいて、動画などを使い徴用工問題に関して詳しく説明を行った。このサイドイベントには、韓国人の女性が参加しており、その様子をパソコンを通じて外部に送信しており、イベントが終了するや否や、李宇衍に対する殺人予告などがネット上に現れた。その後も、落星台経済研究所の玄関に人糞が撒かれたり、活動家らからの暴行を受けるなど韓国国内において注目される出来事となった。[動画]
2019年12月18日、李宇衍はソウルの日本大使館前で開かれていた日本政府糾弾集会の中止と慰安婦像の撤去を求め、数十メートル離れた歩道で数人の支援者と集会を開いていたところ、糾弾集会参加者の男に突然素手で襲われた。男は警備中の警察官に制止されたものの、「こいつ（李）を殺しに来た！」と何度も叫んだ。他にも「おまえはゴミだ！」「いくら日本からカネをもらったんだ」などの罵声を浴びた李だったが、「むしろ我々の主張に社会の関心が集まっている」として、今後も集会を続ける意向を示した。

## 著書・論文
- 『韓国の山林所有制度と政策の歴史 1600－1987』一潮閣、2010年。 （韓国語）
- Commons. Community in Asia. Singapore National University. (2015) （共著、英語）
- 「「強制動員」の神話」『反日種族主義』文藝春秋、2019年。ISBN 978-4-16-391158-8。
- 「果たして「強制労働」「奴隷労働」だったのか?」『反日種族主義』文藝春秋、2019年。ISBN 978-4-16-391158-8。
- 「朝鮮人の賃金差別の虚構性」『反日種族主義』文藝春秋、2019年。ISBN 978-4-16-391158-8。

## インタビュー記事
- 松木國俊「韓国の良識・李宇衍インタビュー」『Will』第178号、ワック、2019年10月、262-268頁。